# Pablo Andrés Escobar
Pablo Andrés Escobar (Florida, Valle del Cauca, Colombia, 2 de diciembre de 1987) es un futbolista Colombo-Español. Juega de defensa central.

## Clubes
| Club                | País           | Año         |
| ------------------- | -------------- | ----------- |
| Deportes Quindío    | Colombia       | 2005 - 2008 |
| Deportivo Cali      | Colombia       | 2009        |
| Kansas City         | Estados Unidos | 2010        |
| Plaza Colonia       | Uruguay        | 2010        |
| Deportivo Cali      | Colombia       | 2011        |
| Atlético Huila      | Colombia       | 2012 - 2013 |
| Patriotas Boyacá    | Colombia       | 2013        |
| Cúcuta Deportivo    | Colombia       | 2014 - 2015 |
| Jaguares de Córdoba | Colombia       | 2016        |
| Real Cartagena      | Colombia       | 2017        |
| Deportes Quindío    | Colombia       | 2018        |
| Real Cartagena      | Colombia       | 2020 - 2021 |
| Árabe Unido         | Panamá         | 2021 - 2022 |